# RAF Marham

i7
i11
i13
Die Royal Air Force Station Marham (IATA-Code: KNF, ICAO-Code: EGYM), kurz RAF Marham, ist ein Militärflugplatz der britischen Royal Air Force südöstlich von King’s Lynn in der Grafschaft Norfolk, East Anglia. Die Basis ist eine der größten der RAF und Stützpunkt der Lightning II mit zurzeit einer Staffel (engl. Squadron). Die Lightning II-Streitmacht rekrutiert sich neben RAF-Soldaten auch aus Personal der Royal Navy (RN).

## Geschichte
RAF Marham wurde im Sommer 1916, wenige Wochen nach der Skagerrakschlacht, mitten im Ersten Weltkrieg unweit der Nordseeküste als Nachtlandplatz eröffnet. Neben dem Nachtflugtraining diente der Platz insbesondere Jagdflugzeugen der Heimatverteidigung. Neben der noch heute aktiven 51. Squadron (heute stationiert in RAF Waddington) lagen hier zeitweise die 190., 191. und 192. Squadron. Das Aerodrome wurde ein Jahr nach Kriegsende geschlossen.
Im Jahre 1935, in Deutschland hatte im Frühjahr die Enttarnung der neuen Luftwaffe begonnen, starteten die Arbeiten eines neuen modernen Flugplatzes, der am 1. April 1937 als Bomberstützpunkt wieder eröffnet wurde. In den Vorkriegsjahren wurde Marham in Folge Heimat der 38. und der 115. Squadron, die bei Ausbruch des Zweiten Weltkrieges mit zweimotorigen Wellington-Bombern ausgerüstet waren.
Im April 1941 flogen die beiden Marhamer Wellington-Staffeln, die 38. war im November 1940 durch die 218. ersetzt worden, einige Luftangriffe auf die in Brest liegenden deutschen Schlachtschiffe Scharnhorst und Gneisenau. Im folgenden Winter erhielt die 218. Squadron als erste RAF-Einsatzstaffel überhaupt erstmals viermotorige Bomber, in diesem Fall des Typs Stirling und Ende Mai 1942 waren beide Staffeln beim ersten 1000-Bomber-Angriff beteiligt, Ziel war Köln. Im weiteren Verlauf des Jahres wurde die Station eine Basis der leichten Mosquito-Bomber. Zunächst waren hiermit Schulstaffeln ausgerüstet, im Frühjahr 1943 wurde Marham dann jedoch ein Stützpunkt der Pathfinder Force. Aufgrund notwendig gewordener Instandsetzungsarbeiten des Flugfeldes wurde RAF Marham im März 1944 vorerst geschlossen und wurde anschließend nicht mehr vor Kriegsende wieder in Betrieb genommen.
Ab 1946 wurde Marham wieder vornehmlich als Bomberstützpunkt genutzt, zu den Mosquitos gesellten sich schwere Lancasters und Lincolns. Neben der RAF nutzten eine Reihe von Bombardment Groups der USAFE zwischen März 1948 und März 1950 Marham, diese waren mit B-29 und B-50 ausgerüstet. Als Washington B1 nutzte auch die RAF fortan diese „Super-Festungen“.
Im Januar 1956 wurde die 214. Squadron mit Valiant B1 aufgestellt, womit das Jetzeitalter auch bei den schweren Bombern der RAF begann. Nachdem zur Jahresmitte zwei weitere Staffeln dieser nuklear bestückten Bomber, die 148.und 207. aufgestellt worden waren (später kam noch die 49. hinzu) begann die 214. Squadron im Folgejahr 1957 Versuche einer Zweitnutzung als Tankflugzeuge. Ab Frühjahr 1962 war der Auftrag der Staffel schließlich ausschließlich die Betankung. Marhamer Einheiten zeichneten fortan bis Anfang der 1980er Jahre für die Luftbetankung verantwortlich. Aufgrund von Materialermüdung wurden sämtliche Valiants Anfang 1965 vorzeitig außer Dienst gestellt und all vier Staffeln wurden aufgelöst.
Als Ersatz trafen im gleichen Jahr die ersten Victor ein. Übergangsweise wurde ein Teil der Exemplare noch als Bomber genutzt, ab Juli 1966 war die Rolle der inzwischen drei Staffeln (55.,57. und 214.) jedoch ausschließlich die Luftbetankung. Hinzu kamen noch Schuleinheiten zur Luftbetankung. Zusätzlich wurde RAF Marham Anfang 1976 Heimat der Canberra, zuerst als Zielschlepper bei der 100. Squadron eingesetzt, in Folge kamen noch die Umschuleinheit hinzu.
Im Jahr ihres Silbernen Thronjubiläums 1977 wurde die damalige Königin Elisabeth II Honorary Air Commodore der Station, sie blieb es bis zu ihrem Tod 2022.
Im Hinblick auf die ab 1982 geplante Stationierung der neuen Mehrzweckkampfflugzeuge vom Typ Tornado wurde Anfang 1977 die Victor-Flotte mit der Auflösung der 214. Squadron verkleinert und der Bau von Hardened Aircraft Sheltern wurde initiiert. Im Frühjahr 1982 verlegte die 100. Squadron zunächst nach RAF Wyton, bevor die verbliebenen Victor-Tanker zum Ende ihrer Dienstzeit eine bedeutende Rolle beim Falklandkrieg spielten. Hierzu wurde ein Teil der Flotte temporär (bis Anfang 1984) nach Wideawake im Südatlantik verlegt.
Die ersten beiden in Marham liegenden Tornado-GR1-Staffeln waren die 27. und 617. Squadron (letztere die berühmte „Dambuster“-Staffel), die die Station zunächst parallel neben den beiden Victor-Staffeln nutzten. Mitte 1986 wurde die Victor-Flotte abermals reduziert und die 57. Squadron außer Dienst gestellt, da parallel in RAF Brize Norton die Verwendung von leistungsfähigeren Passagierflugzeugtypen in der Luftbetankungsrolle begonnen hatte.
In den Jahren 1990/1991 wurden Elemente aller drei Staffeln beim Golfkrieg eingesetzt und aufgrund des parallel zu Ende gegangenen Ost-West-Konfliktes und der damit einhergehenden Verkleinerung der RAF Germany verlegte von RAF Laarbruch kommend die 2. Squadron Ende 2001 mit ihren Tornado-GR1A-Aufklärern nach Marham.
Am 1. April 1993 war RAF Marham Gastgeber der offiziellen Feier anlässlich des 75-jährigen Bestehens der Royal Air Force und in den folgenden 12 Monaten kam es zu weiteren Veränderungen. Die 27. Squadron wurde administrativ durch die 12. ersetzt, bevor sie Anfang 1994 nach RAF Lossiemouth in Schottland verlegte. Bereits im September war die 55. Squadron deaktiviert und ihre Flugzeuge außer Dienst gestellt worden. In der dadurch beendeten knapp drei Jahrzehnte dauernden Victor-Ära wurden Victors der Baureihen BK1A, B1, B1A, K1 und K2 eingesetzt, gleichzeitig endete damit nach über 50 Jahren die Stationierung viermotoriger bzw. -strahliger Flugzeuge. Bereits zwei Monate später wurde erneut eine Canberra-Einsatzstaffel, die 39. Squadron (eine Fotoaufklärereinheit), nach Marham verlegt. Im Februar 1994 schließlich kam noch die 13. Squadron aus RAF Honington hinzu, die ebenfalls mit Tornado GR1A ausgerüstet war. Als Ausgleich wurden die „Dambusters“ ebenfalls nach Schottland verlegt.
Fortan war die Hauptrolle aller Einsatzkräfte Marhams die Luftaufklärung. Das Marhamer Aufklärungsgeschwader wurde in den folgenden Jahren bei den verschiedensten Operationen und Konflikten im Irak und über Bosnien eingesetzt. Aufgrund des vollständigen Abzuges der RAF aus Deutschland verstärkten ab Sommer 2001 die Tornados der 9. und 31. Squadron aus RAF Brüggen das Geschwader in Marham, dessen Aufgaben sich hierdurch erweiterten.
Mitte des Jahrzehnts wurden die Canberras außer Dienst gestellt. RAF Marham war letzter Stationierungsort dieses Flugzeugtyps, das über fünf Jahrzehnte in RAF-Diensten stand, wobei in Marham die Baureihen B2, T4, PR9, E15 und T17 stationiert waren.
Das No. 138 Expeditionary Air Wing (EAW) wurde am 1. April 2006 in Marham aufgestellt. Zur EAW gehören keine der fliegenden Staffeln. Der Kommandeur der Basis ist gleichzeitig Kommandeur der EAW.
Nach Außerdienststellung der Canberra war die Basis Heimat eines aus zunächst vier Staffeln bestehenden reinen Tornadogeschwaders, dessen Luftfahrzeuge in diesen Jahren zu den Baureihen GR4 bzw. GR4A modifiziert worden waren. Als Resultat einer weiteren Verkleinerung der RAF zu Beginn der 2010er Jahre wurde die 13. Squadron im Frühjahr 2011 außer Dienst gestellt. Parallel wurden von Marham aus zum ersten Mal überhaupt nach 1945 Luftkampfeinsätze direkt von britischem Boden aus geführt, Ziel war Libyen. Weitere Tornado-Einsätze erfolgten von 2009 bis 2014 über Afghanistan und 2014 im Irak und Nigeria. Dadurch wurde die zuvor für 2015 geplante Reduzierung der Tornado-Streitmacht um eine Staffel verschoben. Da die 2. Squadron jedoch wie geplant im Januar 2015 mit dem Typhoon neuaufgestellt wurde, wurde aus der bisherigen 2. die 12. Squadron. Diese wurde im März 2018 als Tornado-Einheit endgültig außer Dienst gestellt. Die Tornado-Ära wurde offiziell zwei Jahre später am 14. März 2019 mit der Außerdienststellung der der beiden letzten Staffeln, der 9.(B) und 31. Squadron beendet.
Marham wurde 2013 als zukünftige Basis der britischen Lightning II-Streitmacht bestimmt, die analog der früheren in Cottesmore und Wittering beheimateten Joint Force Harrier mit Personal von RAF und Royal Navy betrieben wird. Die Basis wurde in folgedessen von 2016 bis 2018 umfassend modernisiert und ausgebaut. Hierzu entstanden ein integriertes Schulungszentrum (Anfang 2018 eingeweiht von Königin Elizabeth II.), ein Logistik-Einsatzzentrum sowie ein Gebäude für Wartungs- und Restarbeiten. Darüber hinaus entstand eine neue 2,74-km-Start- und Landebahn und eine lange ungenutzte zweite Piste wurde ebenfalls bis Mai 2018 wieder hergerichtet. Auf der Freifläche im Zentrum wurden drei Beton-Pads für senkrechte Landungen angelegt und zur Übung von Trägerlandungen kam auch noch ein kurzer Landestreifen hinzu.
Die ersten F-35B der 617. Squadron, die bereits kurz zuvor in Beaumont reaktiviert worden war, trafen Anfang Juni 2018 in Marham ein. Ein gutes Jahr später folgten die zur Umschulung eingesetzten Exemplare, die seither von der 207. (Reserve)-Staffel betrieben werden. Als zweite Einsatzstaffel wurde Ende 2023 die 809. Marinefliegerstaffel des Fleet Air Arm aufgestellt.

## Heutige Nutzung
Die Basis beherbergt zurzeit (2024) drei fliegende Staffeln der RAF:
- 207. (R) Squadron, Lightning II-Umschuleinheit, seit 2019
- 617. Squadron, Lightning II-Einsatzstaffel, seit 2018
- 809. Naval Air Squadron, Lightning II-Einsatzstaffel, seit 2023

Anmerkung: Die 17. Squadron war der erste britische Lightning II Verband, der bereits Ende 2014 auf der Edwards Air Force Base in Dienst gestellt wurde und nach wie vor dort stationiert ist.

## Sonstiges
RAF Marham ist die letzte von der RAF als Flying Station genutzte Basis in Norfolk. Der vorletzte Flugplatz war RAF Coltishall weiter östlich in der Nähe Norwichs, der bereits Ende 2006 geschlossen wurde.

### RAF Coltishall
Die Royal Air Force Station Coltishall, kurz RAF Coltishall (IATA: CLF, ICAO: EGYC), existierte von 1938 bis 2006.
Während des Zweiten Weltkriegs war sie ab Mai 1940 eine Basis des RAF Fighter Commands, hier lagen Hurricanes. Einer der hier stationierten Piloten war Douglas Bader. Später lagen hier Nachtjäger und auch der Fleet Air Arm nutzte den Stützpunkt. Die im Frühjahr 1945 hier liegenden Spitfire der 124. Squadron diente der Bekämpfung deutscher V2-Abschussrampen in den besetzten Niederlanden.
Während des Kalten Kriegs waren hier die verschiedensten Jagdflugzeugtypen stationiert wie Mosquito, Javelin und Lightning, letztere bis 1974. Coltishall war von Juli 1968 bis 1974 auch die erste Basis der Phantom FGR.2.
Anschließend wurde Coltishall im August 1974 Jagdbomber-Stützpunkt für die Jaguar. Diese kamen ab 1990 auch bei den verschiedensten Operationen im Mittleren Osten zum Einsatz. Durch den Beschluss dessen Nachfolger, den Eurofighter Typhoon nicht in Coltishall zu stationieren, wurde die Basis überflüssig. Die letzte Jaguarstaffel verließ Coltishall am 1. April 2006 und die Station wurde am 30. November des gleichen Jahres geschlossen.